# Grézieu-le-Marché
Grézieu-le-Marché is een gemeente in het Franse departement Rhône (regio Auvergne-Rhône-Alpes). De plaats maakt deel uit van het arrondissement Lyon. Grézieu-le-Marché telde op 1 januari 2022 831 inwoners.

## Geografie
De oppervlakte van Grézieu-le-Marché bedroeg op 1 januari 2022 11,49 vierkante kilometer; de bevolkingsdichtheid was toen 72,3 inwoners per km².

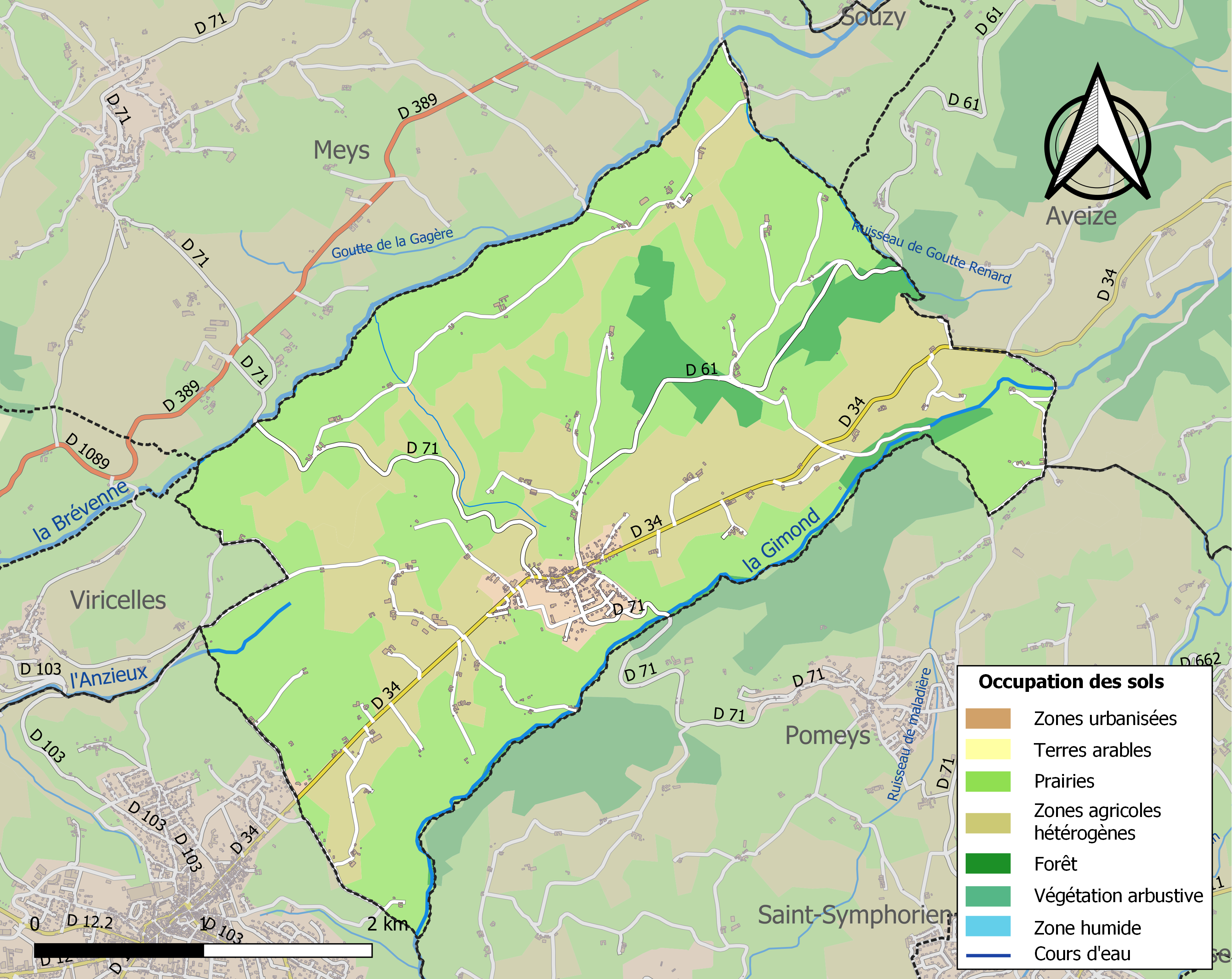
Kaart van de gemeente met de belangrijkste infrastructuur, bodemgebruik en omliggende gemeenten

## Demografie
Onderstaande figuur toont het verloop van het inwonertal (bron: INSEE-tellingen).